# Buffalo Bills 1980
La stagione 1980 dei Buffalo Bills è stata la 11ª della franchigia nella National Football League, la 21ª complessiva. Con Chuck Knox capo-allenatore per il terzo anno la squadra ebbe un record di 11-5, classificandosi prima nella AFC East Division e centrando l'accesso ai playoff dopo cinque stagioni di assenza. Lì i Bills furono eliminati nel divisional round dai San Diego Chargers, complice l'infortunio del quarterback titolare Joe Ferguson.

## Roster
| Roster dei Buffalo Bills nel 1980 |
| --- |
| Quarterback - 12 Joe Ferguson - 10 David Humm - 11 Dan Manucci Running Back - 47 Curtis Brown FB - 20 Joe Cribbs - 25 Roland Hooks - 48 Roosevelt Leaks FB - 40 Terry Miller Wide Receiver - 80 Jerry Butler - 19 Duke Fergerson - 81 Ron Jessie - 82 Frank Lewis - 89 Lou Piccone Tight End - 86 Mark Brammer - 88 Reuben Gant Offensive Linemen - 73 Jon Borchardt T - 70 Joe Devlin T - 69 Conrad Dobler G - 53 Will Grant C - 72 Ken Jones T - 67 Reggie McKenzie G - 51 Jim Ritcher G - 65 Tim Vogler G/C Defensive Linemen - 74 Dee Hardison DT - 90 Scott Hutchinson DE - 97 Darrell Irvin DE - 71 Mike Kadish DT - 91 Ken Johnson DE - 76 Fred Smerlas DT - 83 Sherman White DE - 77 Ben Williams DE Linebacker - 55 Jim Haslett - 52 Chris Keating - 59 Shane Nelson - 62 Ervin Parker - 58 Isiah Robertson - 57 Lucius Sanford - 41 Phil Villapiano Defensive Back - 28 Rufus Bess CB - 29 Mario Clark CB - 22 Steve Freeman SS - 21 Doug Greene CB - 42 Rod Kush SS - 38 Jeff Nixon FS - 26 Charles Romes CB - 45 Bill Simpson FS Special Team - 7 Greg Cater P - 5 Nick Mike-Mayer K |
| Legenda - I rookie sono in corsivo. - Il primo ruolo è il principale mentre gli eventuali successivi indicano i ruoli secondari. - (IR) sta per Injured Reserve ed indica la lista ristretta per un solo giocatore infortunato che può tornare ad allenarsi dopo la settimana 6 e a rientrare in prima squadra dopo che questa ha giocato 8 partite. - (NF-Inj.) / (NF-Ill.) stanno rispettivamente per Non-Football Injured e Non-Football Illness ed indicano le liste dove viene inserito un giocatore che ha un infortunio o una malattia non dipendente dal football americano. - (PUP) sta per Physically Unable to Perform ed indica la lista dove viene inserito un giocatore mentre è in attesa di recuperare la condizione fisica. Nella stagione regolare dopo la sesta partita giocata dalla propria squadra, il giocatore ha tempo tre settimane per riprendere ad allenarsi, più tre settimane aggiuntive dal suo rientro agli allenamenti per rientrare in prima squadra. |

Fonte:

## Calendario
| Stagione regolare |              |                         |           |        |                     |         |
| Turno             | Data         | Avversario              | Risultato | Record | Stadio              | Sintesi |
| 1                 | 7 settembre  | Miami Dolphins          | V 17–7    | 1–0    | Rich Stadium        | Recap   |
| 2                 | 14 settembre | New York Jets           | V 20–10   | 2–0    | Rich Stadium        | Recap   |
| 3                 | 21 settembre | at New Orleans Saints   | V 35–26   | 3–0    | Louisiana Superdome | Recap   |
| 4                 | 28 settembre | Oakland Raiders         | V 24–7    | 4–0    | Rich Stadium        | Recap   |
| 5                 | 5 ottobre    | at San Diego Chargers   | V 26–24   | 5–0    | San Diego Stadium   | Recap   |
| 6                 | 12 ottobre   | Baltimore Colts         | S 12–17   | 5–1    | Rich Stadium        | Recap   |
| 7                 | 19 ottobre   | at Miami Dolphins       | S 14–17   | 5–2    | Orange Bowl         | Recap   |
| 8                 | 26 ottobre   | New England Patriots    | V 31–13   | 6–2    | Rich Stadium        | Recap   |
| 9                 | 2 novembre   | Atlanta Falcons         | S 14–30   | 6–3    | Rich Stadium        | Recap   |
| 10                | 9 novembre   | at New York Jets        | V 31–24   | 7–3    | Shea Stadium        | Recap   |
| 11                | 16 novembre  | at Cincinnati Bengals   | V 14–0    | 8–3    | Riverfront Stadium  | Recap   |
| 12                | 23 novembre  | Pittsburgh Steelers     | V 28–13   | 9–3    | Rich Stadium        | Recap   |
| 13                | 30 novembre  | at Baltimore Colts      | S 24–28   | 9–4    | Memorial Stadium    | Recap   |
| 14                | 7 dicembre   | Los Angeles Rams        | V 7– 0    | 10–4   | Rich Stadium        | Recap   |
| 15                | 14 dicembre  | at New England Patriots | S 2–24    | 10–5   | Foxboro Stadium     | Recap   |
| 16                | 21 dicembre  | at San Francisco 49ers  | V 18–13   | 11–5   | Candlestick Park    | Recap   |

### Playoff
| Playoff    |                |                    |           |        |                     |
| Turno      | Data           | Avversario         | Risultato | Record | Stadio              |
| Divisional | 3 gennaio 1981 | San Diego Chargers | S 14–20   | 0–1    | Jack Murphy Stadium |

## Classifiche
| AFC East             |    |    |   |      |     |      |     |     |     |
|                      | V  | S  | P | %    | DIV | CONF | PF  | PS  | STR |
| Buffalo Bills(3)     | 11 | 5  | 0 | .688 | 4–4 | 8–4  | 320 | 260 | V1  |
| New England Patriots | 10 | 6  | 0 | .625 | 6–2 | 9–3  | 441 | 325 | V2  |
| Miami Dolphins       | 8  | 8  | 0 | .500 | 3–5 | 4–8  | 266 | 305 | S1  |
| Baltimore Colts      | 7  | 9  | 0 | .438 | 5–3 | 6–8  | 355 | 387 | S3  |
| New York Jets        | 4  | 12 | 0 | .250 | 2–6 | 3–9  | 302 | 395 | V1  |